# Stanislav Urban
Stanislav Urban (* 20. dubna 1959) je bývalý československý motocyklový závodník, reprezentant v ploché dráze.

## Závodní kariéra
V Mistrovství Československa jednotlivců startoval v letech 1981-1989, nejlépe skončil v roce 1986 na 4. místě. V Mistrovství Československa juniorů startoval v letech 1977-1980, v roce 1980 skončil na 2. místě. V letech 1981-1989 startoval v kvalifikačních závodech mistrovství světa jednotlivců, nejlépe skončil v roce 1986 na 7. místě v kontinentálním finále. V Mistrovství světa družstev startoval v roce 1986. V roce 1979 skončil na 6. místě ve finále mistrovství světa juniorů. V letech 1979 a 1980 vyhrál při Zlaté přilbě v Pardubicích juniorský závod o Zlatou stuhu. V roce 1983 v britské profesionální lize startoval za tým Reading Racers.

## Mistrovství Československa jednotlivců na klasické ploché dráze
- 1981 – 16. místo
- 1982 – 15. místo
- 1983 – 7. místo
- 1984 – 11. místo
- 1985 – 12. místo
- 1986 – 4. místo
- 1987 – 17. místo
- 1988 – 7. místo
- 1989 – 10. místo